# Stenus immarginatus
Stenus immarginatus är en skalbaggsart som beskrevs av Friedrich Wilhelm Maklin. Stenus immarginatus ingår i släktet Stenus och familjen kortvingar. Inga underarter finns listade i Catalogue of Life.